# Yoko Tawada
Yoko Tawada (多和田葉子 Tawada Yōko), född 23 mars 1960 i Tokyo, Japan, är en författare som skriver både på japanska och tyska. Hon är bosatt i Tyskland sedan 1982 och i Berlin sedan 2006.

## Utmärkelser i urval
- Akutagawa-priset (1992)
- Adelbert von Chamisso-priset (1996)
- Tanizaki-Junichiro-priset (2003)
- Goethemedaljen (2005)
- Kleistpriset (2016)
- Warwickpriset (2017)[10]
- National Book Award (2018) – för översättningen av Kentoshi

## Böcker på svenska
- Talisman. Förvandlingar (essä; Ariel förlag 2009) i översättning av Linda Östergaard; medöversättare Sofia Stenström
- Det nakna ögat (roman, Sadura Förlag 2013) i översättning av Sofia Stenström
- En isbjörns memoarer (roman, Bokförlaget Tranan 2019) i översättning av  Jan Erik Bornlid
- Sändebudet (roman, Bokförlaget Tranan 2020) i översättning av  Vibeke Emond
- Spridda över jordklotet (roman, Bokförlaget Tranan 2023) i översättning av  Vibeke Emond